# Budy Tarnowskie
Budy Tarnowskie – kolonia wsi Tarnówka (do 31.12.2012 samodzielna wieś) w Polsce położona w województwie wielkopolskim, w powiecie kolskim, w gminie Grzegorzew.
W latach 1975–1998 kolonia administracyjnie należała do województwa konińskiego.